# Institute of Actuaries of Australia
Instytut Aktuariuszy Australii (ang. Institute of Actuaries of Australia (IAA or IAAust)) – organizacja reprezentująca zawód aktuariusza w Australii. 

## Historia
W 1897 zostało założone Towarzystwo Aktuariuszy Nowej Południowej Walii (ang. Actuarial Society of New South Wales). 
Ponieważ aktuariusze mieszkający w innych stanach i w Nowej Zelandii wstępowali do Towarzystwa, w 1919 nazwę zmieniono na Towarzystwo Aktuariuszy Australazji (ang. Actuarial Society of Australasia). Towarzystwo wydało pierwszy biuletyn w 1945. Pierwszy zjazd miał miejsce w 1953.
W 1963, po kolejnych zmianach nazwy, powołano Instytut Aktuariuszy Australii i Nowej Zelandii. Kiedy, w 1977, aktuariusze z Nowej Zelandii utworzyli swoje własne towarzystwo, nazwa została zmieniona na Instytut Aktuariuszy Australii.

## Cele
Instytut Aktuariuszy Australii reprezentuje zawód aktuariusza poprzez kreowanie, poszerzanie i utrzymywanie środowiska w którym umiejętności aktuariuszy są wykorzystywane i cenione. Instytut:
- wprowadza i utrzymuje standardy zawodowe
- udostępnia edukację zawodową
- tworzy fora dyskusyjne
- promuje badania i rozwój nauk aktuarialnych
- przyczynia się do dyskusji na tematy polityki socjalnej.

IAA wydaje:
- Actuary Australia
- Australian Actuarial Journal (AAJ)
- materiały edukacyjne

## Członkostwo
Istnieją trzy stopnie członkostwa:
- Affiliate
- Associate  (AIAA)
- Fellow   (FIAA)

Przyznawany stopień członkowski związany jest z ilością zdanych egzaminów aktuarialnych.